# Bachelor of Civil Law
Pour les articles homonymes, voir Bachelor et BCL.
Le terme de Bachelor of Civil Law (abrégé en BCL ou B.C.L.) désigne une série de diplômes de droit dans les pays anglophones ou anglo-saxons. C'est un des Bachelor of Law.
C'était, à l'origine, un diplôme de deuxième cycle (postgraduate) des universités d'Oxford et de Cambridge mais aujourd'hui, de nombreuses universités offrent ce diplôme en fin de premier cycle (undergraduate). La notion de droit civil (civil law) n'était pas, à l'origine, opposée à la notion de common law (droit jurisprudentiel) mais à celle du droit canon. Cependant, certaines universités anglophones décernent toujours la forme originale de ce diplôme. À Montréal, l'Université McGill offre un programme de droit de premier cycle (undergraduate) conjoint B.C.L/J.D. qui permet à son détenteur de pratiquer le droit civil au Québec et la Common law au sein des autres provinces canadiennes.

## Organisation
À l'université d'Oxford, le Bachelor of Civil Law est un diplôme de deuxième cycle en droit anglais, équivalent au Master of Laws des autres universités britanniques. Le diplôme de premier cycle en droit est, quant à lui, le Bachelor of Arts in Jurisprudence, équivalent au Bachelor of Laws.
La faculté de droit civil (Faculty of Civil Law) de l'université d'Oxford porte ce nom pour la distinguer de la faculté de droit canonique (Faculty of Canon Law) qui a été abolie par le roi Henri VIII en 1535. Le programme de cette formation était uniquement composé de droit civil romain jusqu'à l'établissement de la chaire de droit anglais (Vinerian Professorship in English Law) en 1758.
Pour des raisons de tradition, seuls les étudiants titulaires d'un diplôme de common law peuvent obtenir le BCL. Les étudiants des pays de "civil law" peuvent suivre le même cycle et recevront, en ayant obtenu les mêmes épreuves, le grade de Magister Juris.
Les termes de Bachelor of Civil Law et de magister juris désignent donc le même diplôme.
La faculté de droit civil (Faculty of Civil Law) de l'université de Cambridge a été renommée en faculté de droit (Faculty of Laws) après l'introduction de l'enseignement de la common law britannique au XIXe siècle. Le diplôme de deuxième cycle de cette faculté de droit, autrefois désigné par LLB, se nomme désormais BA. Le Bachelor of Civil Law de l'université de Durham porte également le titre de LLB.